# عادل ناصر
عادل ناصر (عربی: عادل ناصر شكرون؛ زادهٔ ۱ ژوئیهٔ ۱۹۷۰) بازیکن سابق و مربی فوتبال اهل عراق است.
از باشگاه‌هایی که در آن بازی کرده‌است می‌توان به باشگاه ورزشی الزورا اشاره کرد.
وی همچنین در تیم ملی فوتبال عراق بازی کرده‌است.